# Бархатный сезон

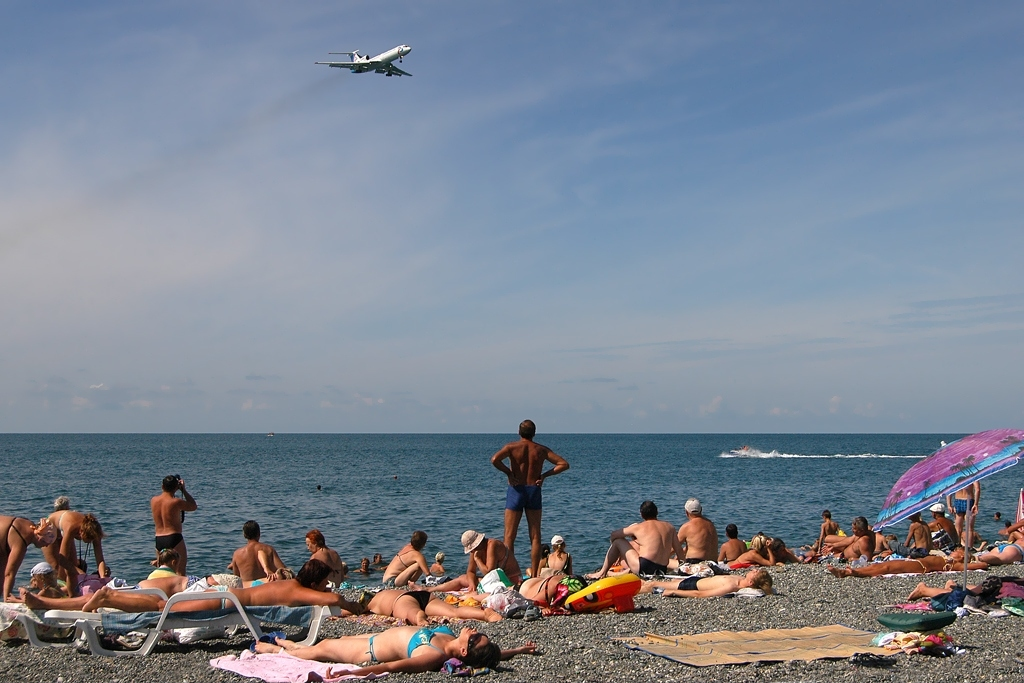
Бархатный сезон в Сочи

Ба́рхатный сезо́н — условное название одного из наиболее благоприятных периодов для отдыха и времяпрепровождения человека в условиях субтропиков, в частности в условиях средиземноморского климата. Во время бархатного сезона не так жарко, как, например, летом в июле, но ещё довольно тепло, в том числе ночью. В более северных широтах, где господствует умеренный климат, аналогом бархатного сезона является бабье лето.

## Этимология
Выражение появилось в конце XIX — начале XX века в царской России в связи с модой отдыхать в Крыму. Как пишет Александр Левинтов, в начале XX века «бархатным сезоном» называли несколько весенних недель в апреле — мае, «когда двор, переезжая вместе с царской фамилией из Петербурга в Крым, сменял меховые одежды на бархатные — в Крыму в это время ещё свежо <…> летние месяцы в Крыму назывались до революции ситцевым сезоном, а сентябрь — плисовым, потому что в сентябре, после Макарьевской и других ярмарок сюда съезжалось купечество».
Александр Куприн так описывает это время в рассказе «Винная бочка» (1914).

…Надо сказать, что в Ялте существует не один сезон, а целых три: ситцевый, шёлковый и бархатный. Ситцевый — самый продолжительный, самый неинтересный и самый тихий. Делают его обыкновенные приезжие студенты, курсистки, средней руки чиновники и, главным образом, больные… <…> Шёлковый сезон — более нарядный и богатый. Публику этого сезона составляют: купечество выше чем среднего разбора, провинциальное дворянство, чиновники покрупнее и так далее. Тут уже жизнь разматывается пошире… <…> Но бархатный сезон! Это золотые дни для Ялты, да, пожалуй, и для всего крымского побережья. Он продолжается не более месяца и обыкновенно совпадает с последней неделей Великого поста, с Пасхой и Фоминой неделей. Одни приезжают для того, чтобы избавиться от печальной необходимости делать визиты; другие — в качестве молодожёнов, совершающих свадебную поездку; а третьи — их большинство — потому, что это модно, что в это время собирается в Ялте всё знатное и богатое, что можно блеснуть туалетами и красотой, завязать выгодные знакомства. Природы, конечно, никто не замечает. А надо сказать, что именно в это раннее весеннее время Крым, весь в бело-розовой рамке цветущих яблонь, миндаля, груш, персиков и абрикосов, ещё не пыльный, не зловонный, освежённый волшебным морским воздухом, — поистине прекрасен.

В советское время, а возможно, и в последние предреволюционные годы бархатным сезоном стали называть осенние месяцы — сентябрь и октябрь.

## Климатические и погодные характеристики
В таких регионах, как Средиземноморье и Причерноморье, бархатный сезон длится с конца августа до середины октября, а в странах Магриба и на северной окраине Мексиканского залива (Флорида) — до начала ноября (сроки довольно сильно варьируются от года к году). Бархатный сезон отличается, как правило, сухой безоблачной погодой со средней температурой воздуха днём около +23—+26 °C, ночью около +17—+21 °C, температурой морской воды в пределах +22—+26 °C и с небольшим ветерком. К середине октября погода постепенно ухудшается. В России бархатный сезон можно наблюдать на побережье Чёрного моря, в частности на участке Геленджик — Анапа в зоне средиземноморского климата и далее на юг, особенно на участке Туапсе — Сочи/Адлер в зоне единственных в России (за пределами Крыма) влажных субтропиков. Наблюдается также на Южном берегу Крыма в узкой полосе прибрежных предгорий, а также в Азербайджане, Туркмении, Таджикистане, Киргизии и Южном Казахстане.

## Экономические выгоды
Достоинства бархатного сезона трудно переоценить. Туристический поток резко спадает после 1 сентября (в связи с началом учебного года у школьников и студентов), следовательно, снижаются и цены на туристические услуги при улучшающихся климатических условиях. Начиная с первой декады октября существенные скидки на направлениях на Анапу, Новороссийск и Адлер, как правило, вводят и РЖД (ФПК). 
Во второй половине сентября — начале октября можно приобрести отечественные и заграничные туры по сниженной цене. Популярностью пользуются те же направления, что и в разгар сезона: Краснодарский край, Крым, Турция, Египет, Болгария, Греция, Тунис, Кипр, Хорватия, Черногория, Испания, Израиль.